# 크로폿킨스카야역
크로폿킨스카야역(러시아어: Кропо́ткинская)은 모스크바 지하철 소콜니체스카야 선의 역이다.

## 역사
크로폿킨스카야 역은 1935년 1월 공사를 시작했다. 1935년 5월 15일에 개장했다. 역 이름은 러시아의 아나키즘 운동가인 표트르 크로폿킨에서 유래되었다.
이 역의 원래 이름은 '드보레츠 소베토프'(소비에트 궁전)로, 역을 건설할 당시, 이오시프 스탈린은 구세주 그리스도 대성당을 허물고 그 자리에 소비에트 궁전을 건설하려 계획하고 있었다. 초기 계획은 소비에트 궁전과 연관되어 모스크바 지하철 역 중 가장 크고 넓은 역으로 계획되어 있었으나 제2차 세계 대전이 터지면서 건설이 중단되었고, 1953년 니키타 흐루쇼프는 예산이 많이 든다는 이유로 건축 계획을 취소했다. 1957년 역의 이름도 크로폿킨스카야로 바뀌었다.
소비에트 궁전 건설이 취소되자, 이와 관련되어 원래 계획의 많은 부분이 취소되었다. 현재 이 역은 인근에 새로 건축된 구세주 그리스도 대성당(소비에트 궁전이 건설될 예정이던 자리)과 푸시킨 박물관을 보기 위한 관광객들의 통로가 되고 있다.

## 설계
역의 디자인은 1937년 파리 국제박람회와 1958년 브뤼셀 국제박람회에서 두 차례에 걸쳐 수상했다. 1941년 역을 설계한 디자이너들과 건축가들은 스탈린 상을 수여받았다.